# Witte Huis (Rotterdam)

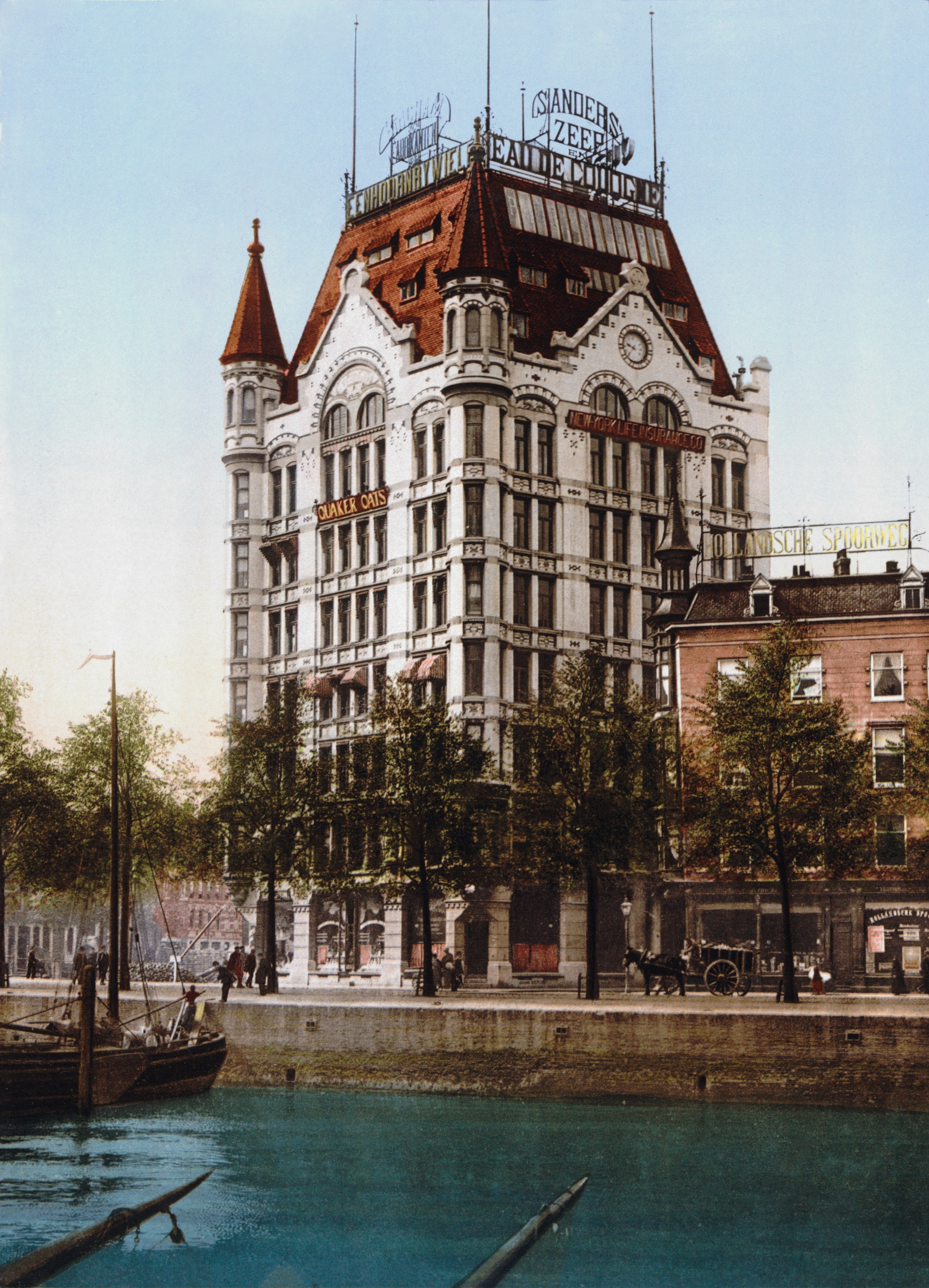
Het Witte Huis in 1900
De noord- en oostgevel

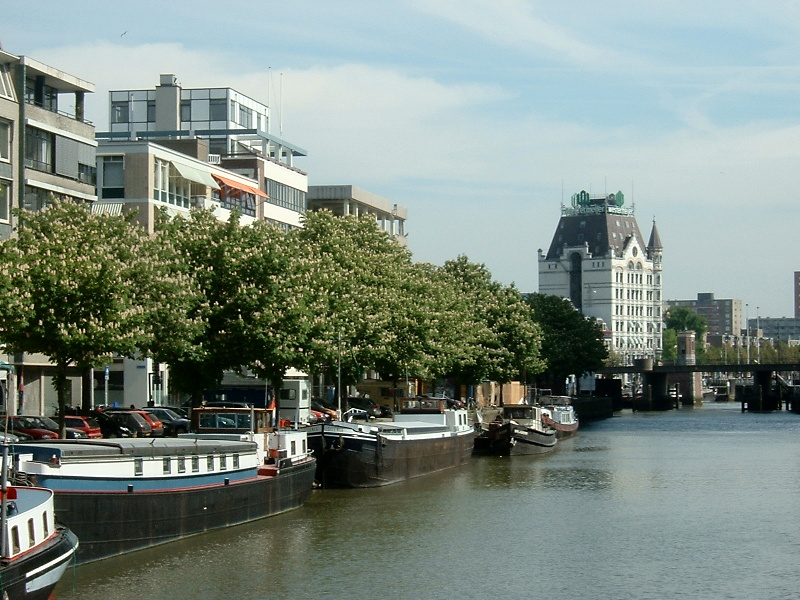
Het Witte Huis in 2005

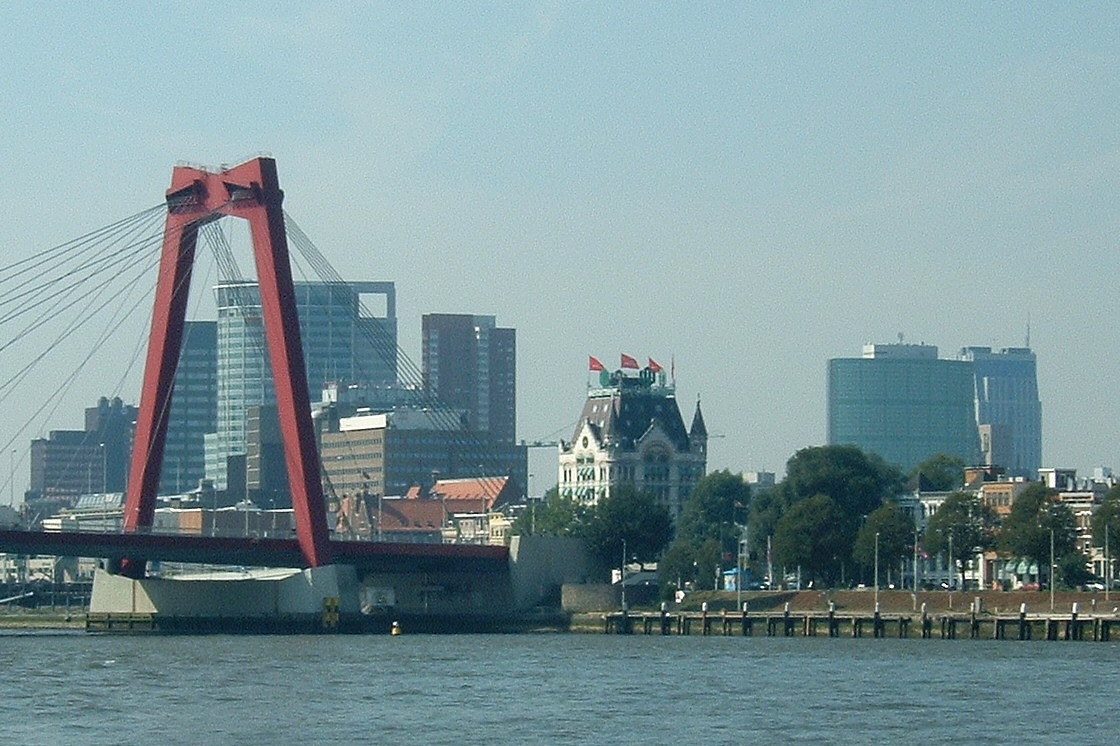
Het Witte Huis in het naoorlogse Rotterdam

Het Witte Huis is in 1897 in Rotterdam gebouwd naar voorbeeld van Amerikaanse wolkenkrabbers. Het was destijds het hoogste kantoorgebouw van Europa. Het heeft in 1940 als een van de weinige gebouwen in het stadscentrum het bombardement op Rotterdam doorstaan. In de jaren 1990 werden gevels en dak zoveel als mogelijk in de oorspronkelijke staat teruggebracht.

## Bouw
Aan het eind van de 19e eeuw ontwierp de architect Willem Molenbroek, in opdracht van de gebroeders Gerrit en Herman van der Schuyt, een gebouw van elf verdiepingen hoog. Sceptici vreesden dat de slappe bodem van Rotterdam niet in staat zou zijn deze kolos voldoende te ondersteunen.
De aannemer J.H. Stelwagen heeft het Witte Huis tussen 1897 en 1898 voor 127.900 gulden gebouwd, duurder dan de oorspronkelijke plannen. Tijdens de bouw is op 1 augustus 1897, door werking van de bodem, een naastgelegen pand op de hoek van de Wijnhaven en de Geldersekade ingestort. Dit is verder afgebroken en de vrijgekomen grond is gebruikt voor vergroting van het Witte Huis. De afmetingen zijn zo 20 bij 20 meter geworden in plaats van de geplande 15 x 20 meter.
Er zijn duizend heipalen de grond in geslagen voor de fundering, waardoor de grond een meter hoger werd dan de omgeving. De bouwers hebben een vergoeding moeten betalen voor schade aan de kademuren van de naastgelegen havens en de Jan Kuitenbrug, die tijdelijk afgesloten werd voor het verkeer.

## Beschrijving van het gebouw
Het in art-nouveaustijl gebouwde Witte Huis is in totaal 43 meter hoog. Op het platte dak bevindt zich een uitkijkplatform, te bereiken met een lift, iets wat rond 1900 nog zeer modern was.
Het gebouw telt elf verdiepingen, waarvan drie onder het schuine dak. Aan de hardstenen gevel van de begane grond en de eerste verdieping bevinden zich verschillende versieringen: zuilen, bloemmotieven en, aan de basis van de twee hoektorens, gevleugelde draken. Verder is links naast de hoofdingang, in wat een reststrook lijkt te zijn, een strook tegels met bloemmotieven aangebracht. Van de tweede tot en met de zevende etage is de gevel het Witte Huis bedekt met wit verglaasde tegels; het wit wordt onderbroken door eenvoudige rechthoekige motieven in geel, blauw en rood. In de bogen die de rijen raampjes bekronen bevinden zich jugendstilmozaïeken (plantenmotieven); op de oostgevel staat de naam 'Het Witte Huis'. De inpandige steunmuren zijn 40 tot 140 cm dik.
Het kantoorpand is gebouwd van staal, baksteen en cement. Er is geen beton gebruikt. Het toepassen van hout was, met het oog op de brandveiligheid, niet toegestaan.
Na het bombardement in mei 1940 stond het Witte Huis, weliswaar gehavend, nog overeind, terwijl veel van de omliggende bebouwing ingestort of door brand verwoest was. Dat het bij de strijd om de Maasbruggen onder vuur heeft gelegen was duidelijk te zien aan de vele inslagen van kogels in de gevel. Ze zijn bij de restauratie van 1990 weggewerkt, op een grote inslag links aan de Wijnhavenkantgevel na.
In 1977 werd het Witte Huis aangekocht door de Westermeijer Groep. Sinds de jaren 1980 stond het logo en de naam van deze firma op het dak van het gebouw. In 2018 zijn die verwijderd, de firma was inmiddels al een aantal jaren failliet. Er voor in de plaats kwam de naam van de firma Calex, een groothandel in lampen en armaturen.
Het gebouw behoort tot de Top 100 van de Rijksdienst voor de Monumentenzorg.

## Beelden aan de gevel
De beelden zijn ontworpen door Simon Miedema.

Eerste verdieping
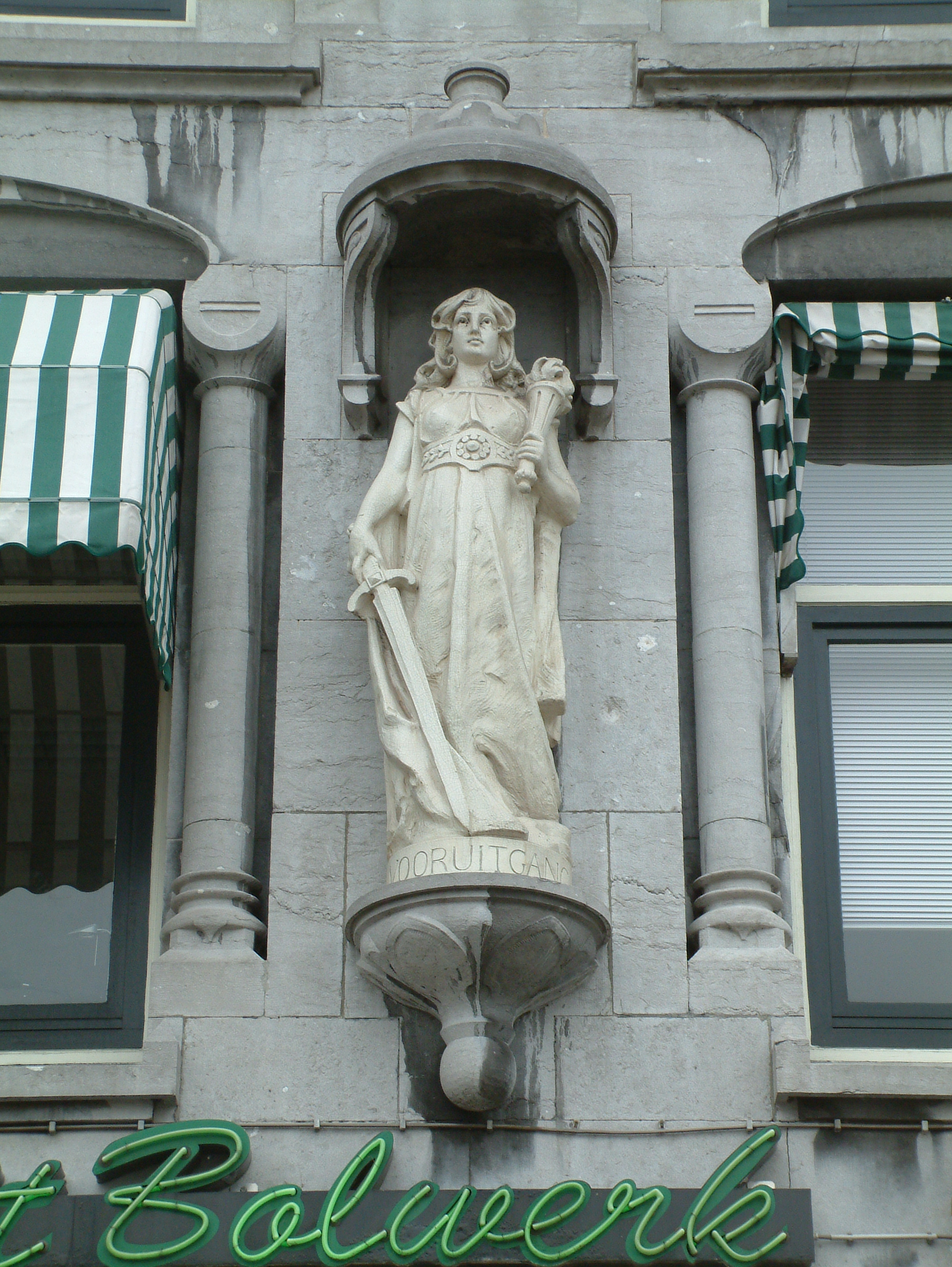
Vooruitgang
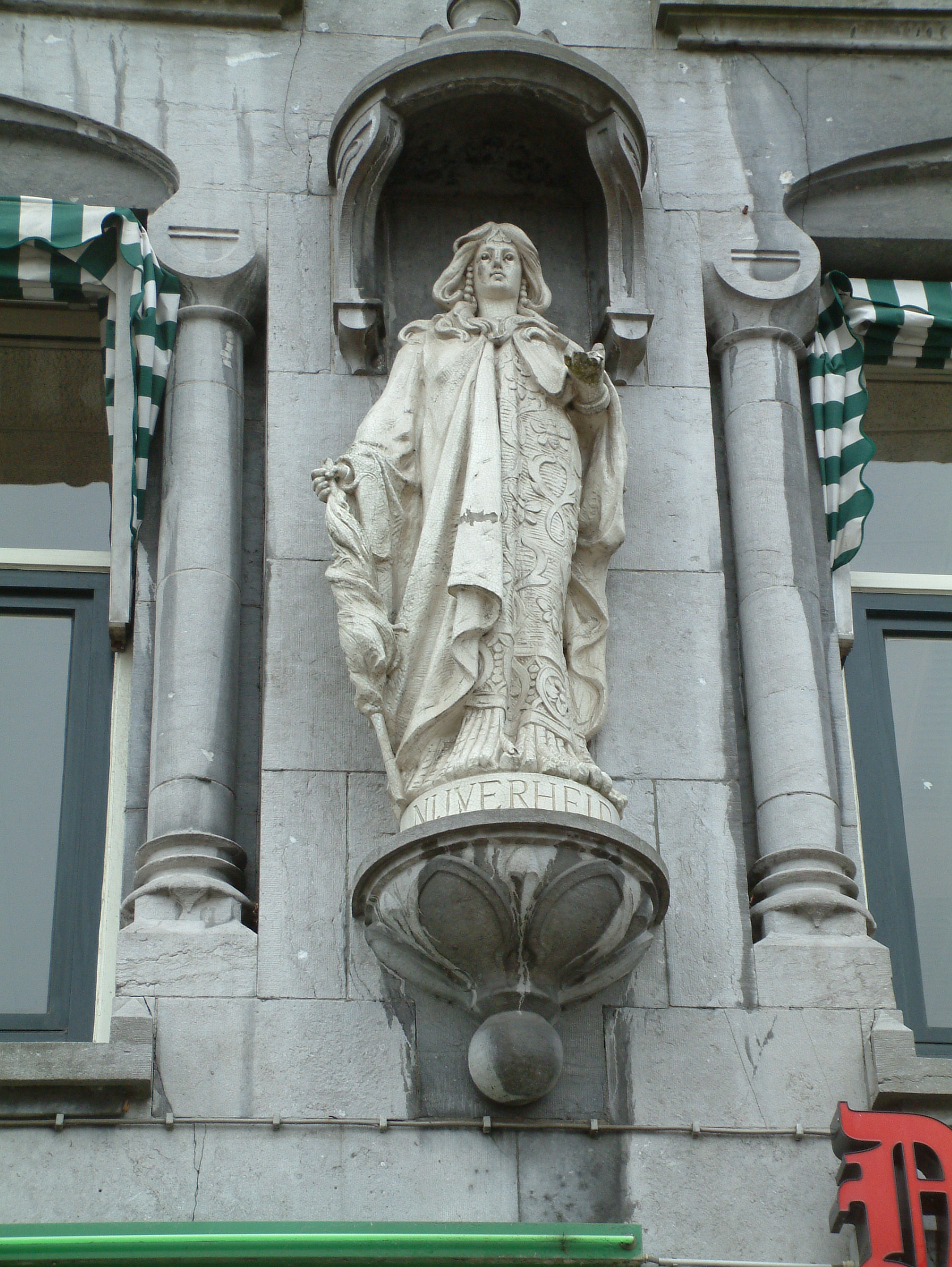
Nijverheid
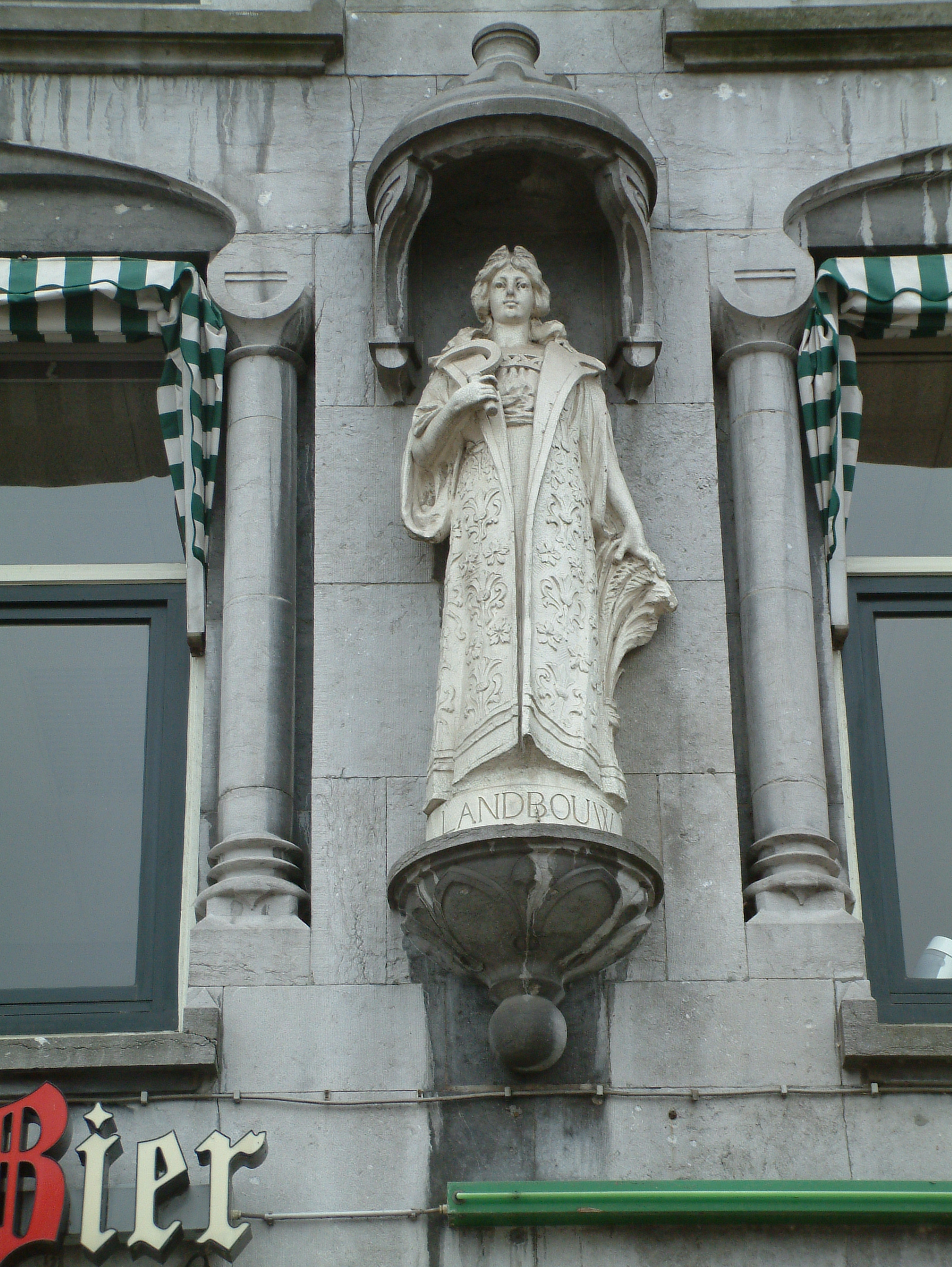
Landbouw
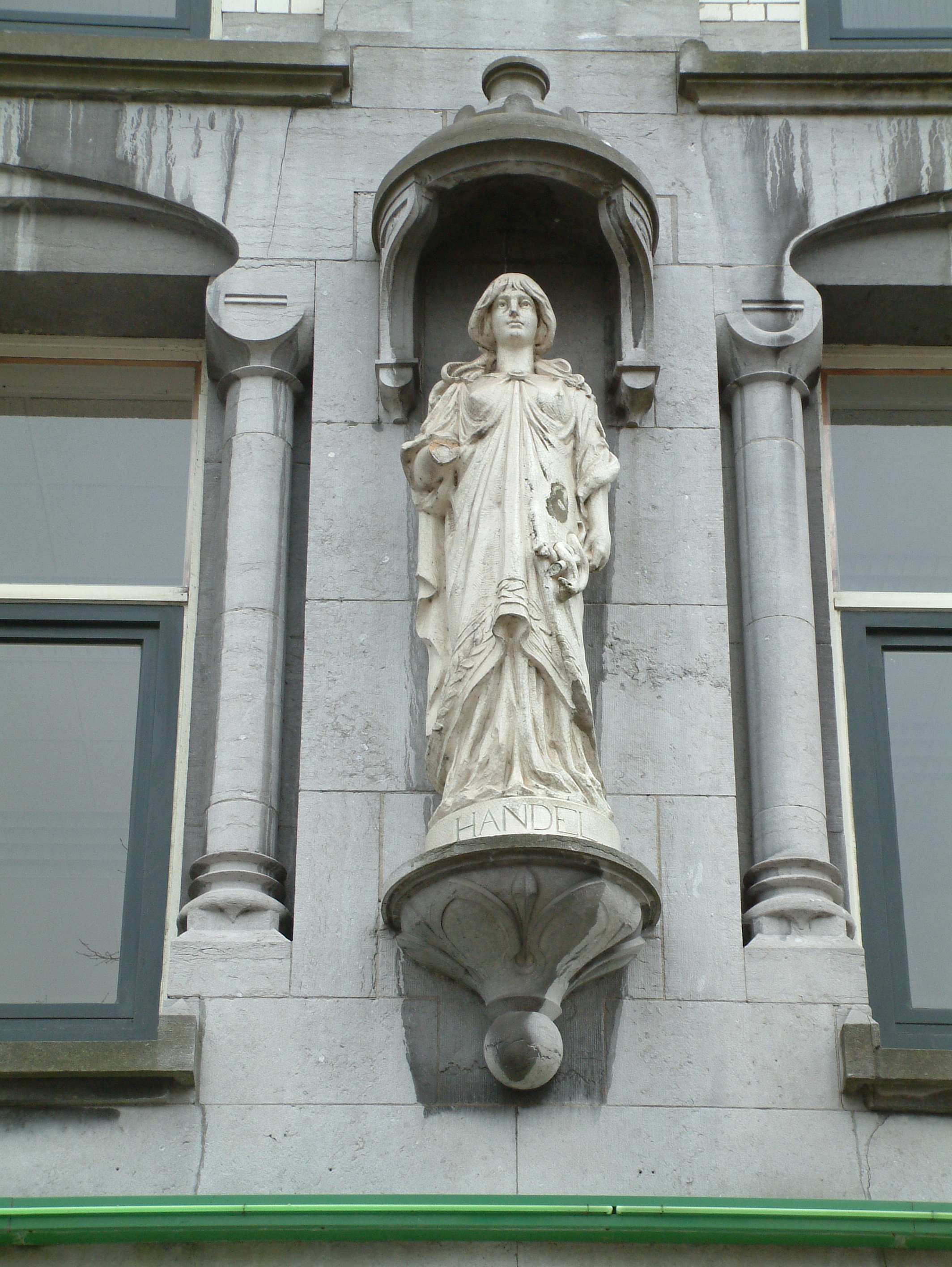
Handel
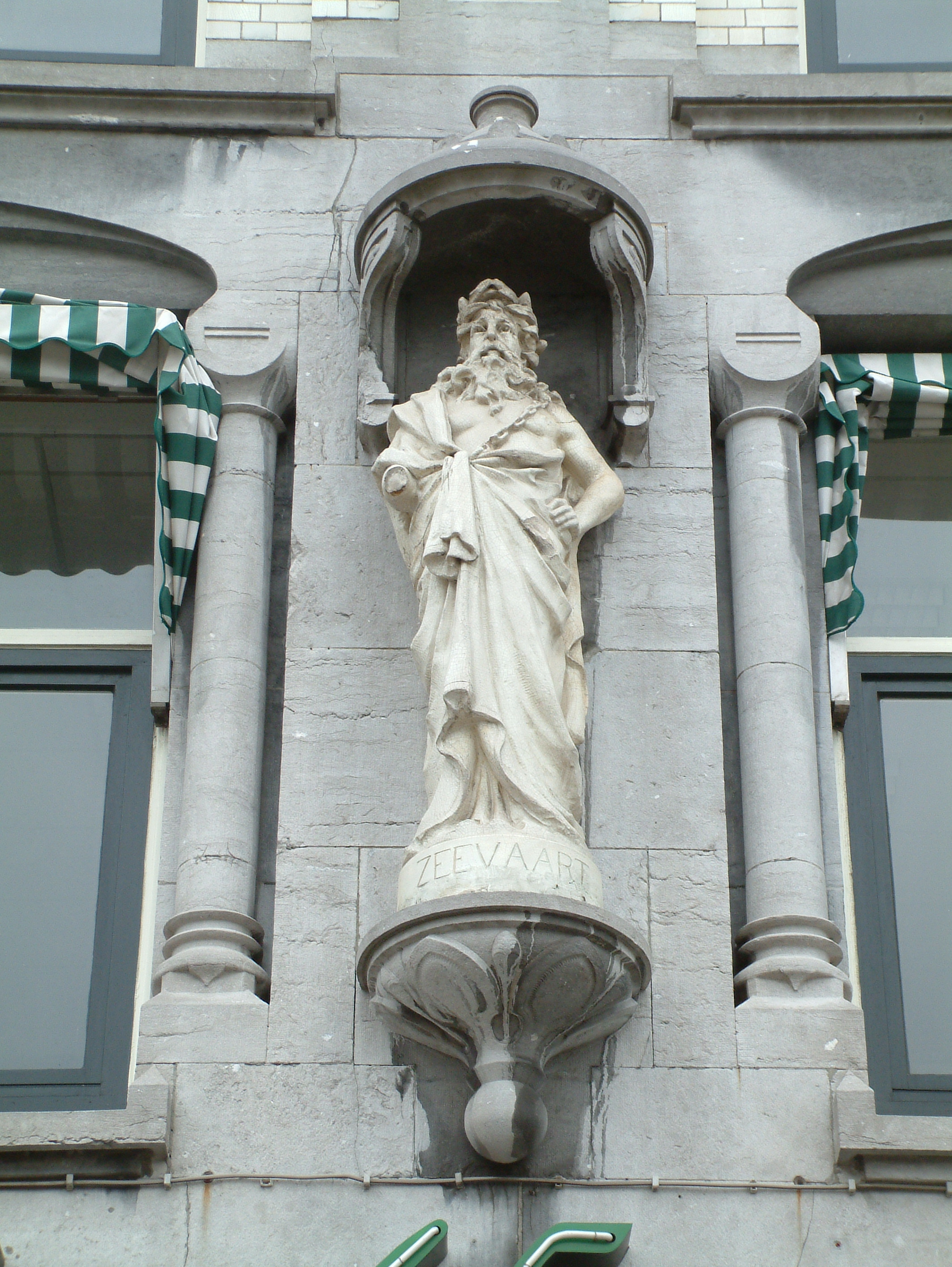
Zeevaart
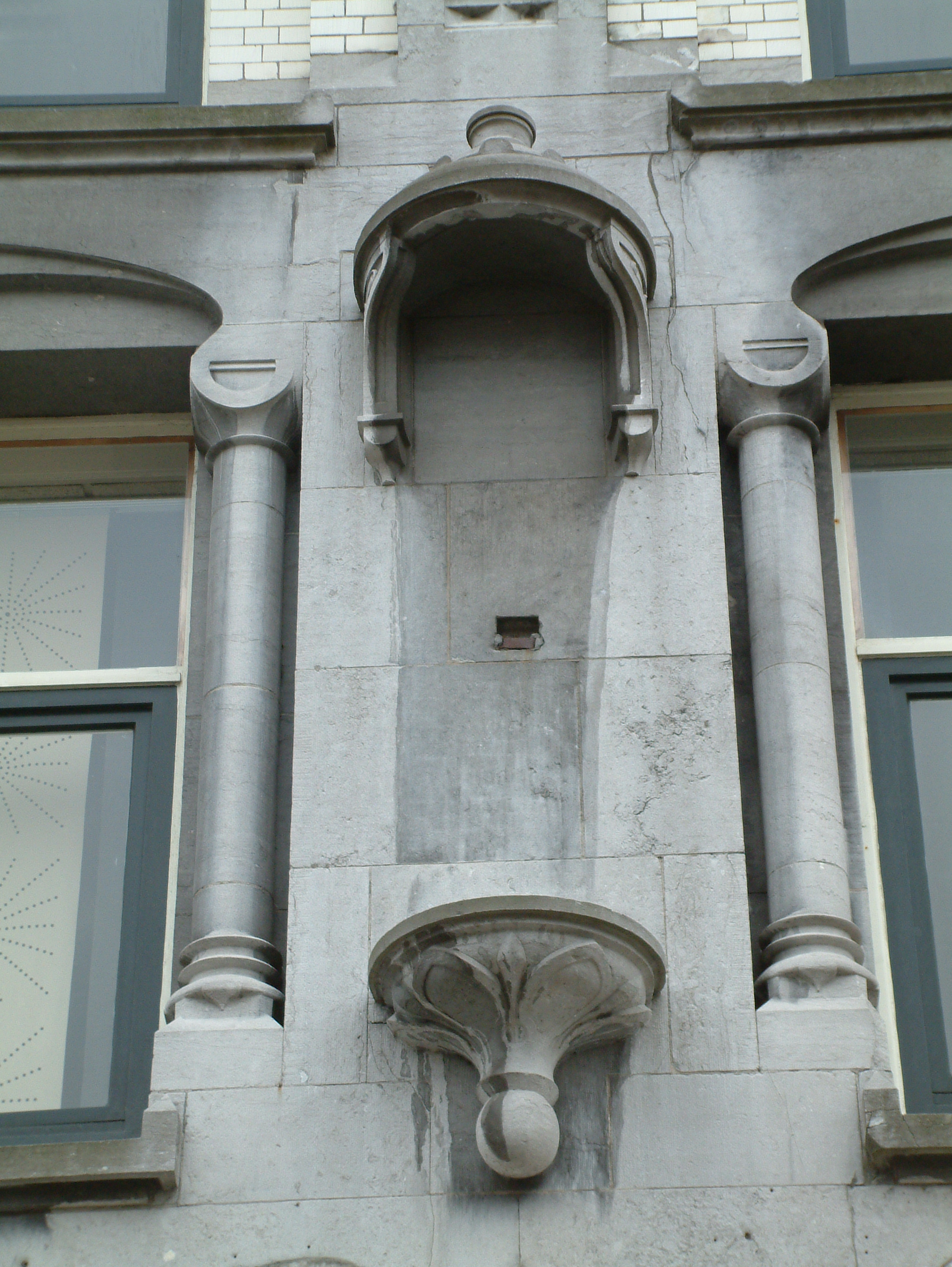
Lege nis nadat 'Zeevaart' was verplaatst naar de plek van het in 1940 vernielde 'Arbeid'